# Gryon cultratum
Gryon cultratum är en stekelart som beskrevs av Lubomir Masner 1979. Gryon cultratum ingår i släktet Gryon och familjen Scelionidae. Inga underarter finns listade i Catalogue of Life.